# TIC/TOC 복합체

엽록체의 모식도. TIC 및 TOC 복합체는 엽록체 막의 서로 다른 면에 위치한다.

TIC/TOC 복합체(영어: TIC/TOC complex)는 진핵세포의 엽록체에 위치한 트랜스로콘, 즉 엽록체의 막을 통해 내외부로 단백질의 전달을 촉진하는 단백질 복합체이다. TIC/TOC 복합체는 주로 세포질에서 만들어진 단백질을 엽록체로 운반한다. TIC(영어: translocon on the inner chloroplast membrane, 엽록체 내막의 트랜스로콘) 복합체는 엽록체의 내막에 위치한다. TOC(영어: translocon on the outer chloroplast membrane, 엽록체 외막의 트랜스로콘) 복합체는 엽록체의 외막에 위치한다.

## TIM/TOM 복합체와 TIC/TOC 복합체

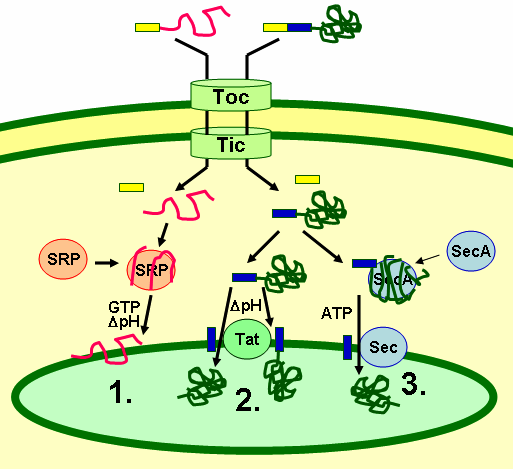
틸라코이드의 표적화의 표현. 스트로마 수송 펩타이드 서열(노란색 사각형)은 리보솜과 트랜스로콘이 스트로마로 자리옮김을 시작하도록 신호를 보내는 세포질의 번역된 단백질에 노출된다. 스트로마에 들어가면 신호 펩티데이스는 첫 번째 펩타이드 서열만 절단하여 틸라코이드 수송 펩타이드 서열(파란색 사각형)을 드러내게 한다. 이것은 틸라코이드 막을 가로질러 단백질을 운반한다.

TIC/TOC 복합체는 단백질을 여러 막을 가로질러 세포소기관의 내강으로 운반한다는 점에서 미토콘드리아 외막과 내막에 위치한 TIM/TOM 복합체와 기능적으로 유사하다. 두 복합체(TIC/TOC)는 모두 GTP가수분해효소(GTPase)이다. 즉, 자리옮김을 강화하기 위해 둘 다 GTP를 가수분해해야 한다. 엽록체는 또한 양성자를 사용하는 전기화학적 기울기의 힘을 이용한다. 엽록체에서 전기화학적 기울기는 틸라코이드 막을 통과하는 능동수송에서 사용되며, 미토콘드리아에서 전기화학적 기울기는 미토콘드리아 내막을 통과하는 능동수송에서 사용된다.
또한 엽록체 내부에 위치한 틸라코이드 막으로 인해 두 번째 수송 펩타이드 서열이 유입되는 단백질에 위치해야 한다. 세포질에서 단백질이 엽록체로 이동하는 신호를 보내는 수송 펩타이드가 노출된다. 이것은 TIC/TOC 복합체를 통해 엽록체의 스트로마로 수송 및 자리옮김을 시작하게 한다. 신호 펩티데이스가 스트로마의 수송 펩타이드를 절단하여 아래에 있는 두 번째 수송 펩타이드 서열을 드러내며, 이번에는 틸라코이드 막으로 향하게 한다. 단백질이 틸라코이드 막을 통과하는 방법에는 적어도 세 가지(ATP 가수분해 II형 분비 시스템, SecY 트랜스로콘, Tat/VSP 경로)가 있다.

## 같이 보기
- 엽록체 DNA
- 엽록체
- TIM/TOM 복합체